# 賞金稼ぎ (映画版シリーズ)
『賞金稼ぎ』シリーズ（しょうきんかせぎシリーズ）は、日本の映画シリーズ。全3作。賞金稼ぎの錣市兵衛（しころ いちべえ）の活躍を描いた東映の時代劇で、主演は若山富三郎。1975年にはテレビドラマ『賞金稼ぎ』 (NETテレビ) がリメイクされた。

## シリーズ
- 賞金稼ぎ(1969年8月13日公開)
  - 出演：野川由美子・真山知子・鶴田浩二・片岡千恵蔵
  - 監督：小沢茂弘、脚本：高田宏治・伊上勝
- 五人の賞金稼ぎ(1969年12月13日公開)
  - 出演：大木実・中谷一郎・伊吹吾郎・嵐寛寿郎
  - 監督：工藤栄一、脚本：高田宏治
- 賞金首 一瞬八人斬り(1972年12月16日公開)
  - 出演：大木実・瞳順子・内田朝雄・天知茂
  - 監督：小沢茂弘、脚本：高田宏治・本田達男